# Miedwiediewo
Miedwiediewo (ros. Медведево, mar. Маскасола) – osiedle typu miejskiego w środkowej Rosji, na terenie wchodzącej w skład tego państwa Republiki Mari El, we wschodniej Europie.
Miejscowość liczy 16 606 mieszkańców (1 stycznia 2005 r.).